# Gyromètre à fibre optique
Un gyromètre à fibre optique (également appelé par son nom anglais : Fibre optic Gyroscope ou encore FOG) est un capteur de vitesse angulaire (gyromètre) utilisant un rayon lumineux dans une fibre optique. À la différence du gyromètre laser les rayons ont une cohérence réduite pour éviter les interférences parasites. La lumière faiblement cohérente parcourt un circuit optique dans les deux sens, et l’interférence ne va concerner que les rayons qui ont quasiment le même chemin optique, sur quelques franges seulement, et va dépendre de la vitesse de rotation de l’ensemble.

## Fonctionnement

Schéma de principe.

Dans une explication simple, deux rayons de lumière incohérente parcourent la fibre dans des directions opposées. À cause de l’effet Sagnac, le parcours du rayon allant dans le sens inverse de la rotation est plus court que celui de l’autre rayon. On a ainsi un déphasage à l’intersection des rayons et l’intensité de la lumière résultante dépend de la rotation de l’ensemble.
En réalité l’explication de ce phénomène doit faire intervenir la relativité. Même si celle-ci ne s’applique pas entre deux référentiels en rotation, la relativité est le cadre correct pour vérifier que l’effet Sagnac est purement géométrique. On pourra par exemple faire le calcul par analogie entre la force de Coriolis et la force magnétique, ou bien se placer dans le référentiel tangent de chacun des trois miroirs pour appliquer les lois de réflexion de Descartes, passant de l’un à l'autre par effet Doppler.
Le développement des premières fibres optiques monomodes à faibles pertes au début des années 1970 pour l’industrie des télécommunications a permis aux gyromètres à fibre optique de se développer. Ils utilisaient une diode électroluminescente ou une fibre erbium fonctionnant comme des lasers frustrés (il manque un miroir pour laser) avec un miroir semi-réfléchissant qui va diriger la lumière dans les deux sens dans une fibre optique enroulée dans plusieurs tours. Le premier gyromètre à fibre optique fut présenté aux États-Unis par Vali et Shorthill en 1976. Le développement de ces gyromètres se poursuit dans un certain nombre d’entreprises ou d’organismes autour du monde.
Le gyromètre à fibre optique est en général asservi à la frange principale par un modulateur de phase agissant en système de rétroaction, la mesure étant donnée par la phase que doit ajouter le modulateur pour compenser l’effet Sagnac. C'est un « gyromètre à fibre optique en boucle fermée ».
Aujourd'hui, la conception des gyromètres à fibre optique n'utilise que des composants fibrés, qui sont venus remplacer les composants optiques classiques (miroirs semi-réfléchissants...).
L'intensité de l'effet Sagnac, dépend de la surface effective du chemin optique : il ne s'agit pas seulement de la surface géométrique de la bobine, mais de sa multiplication par le nombre de spires de la bobine. Les bobines de fibre optique actuelles ont une longueur de 100 m à 5 km.

## Utilisation
Ces gyromètres sont généralement utilisés en avionique, dans le spatial , dans la stabilisation de plates formes, dans le domaine de la défense terrestre et navale,, et  dans les applications de robotique sous-marines AUV et ROV,.

## Intérêt, avantages
- Le gyromètre à fibre optique adresse la gamme de performance de quelques degrés par heure à moins d'un millième de degré par heure (cf ASTRIX 200 datasheet). Les performances plus importantes nécessitant la mise en œuvre de bobines de plus grand diamètre et de fibre de plus grande longueur (jusqu'à plusieurs kilomètres).
- Absence de toute pièce mobile contrairement au gyroscope classique (mise en œuvre de l'effet Sagnac).
- Résolution plus élevée, avec une précision allant de quelques degrés par heure au millième de degré par heure, comme pour équiper les satellites Pléiades[11] (à titre de comparaison la rotation de la Terre est de l’ordre de 15°/h).
- Moins énergivore que les gyroscopes classiques.
- Acoustiquement silencieux, comme le HRG, alors que le gyrolaser émet un léger bruit qui peut interférer avec d'éventuels capteurs de sons.
- Le gyroscope à fibre optique, de par sa très grande stabilité de performance, est particulièrement bien adapté pour la navigation de longue durée.

## Inconvénients
- Certaines conceptions de gyromètres à fibre optique peuvent être sensibles aux vibrations. Cependant, une conception adéquate de gyromètres à fibre optique permet leur utilisation pour des applications à fortes vibrations et chocs, telles que la défense terrestre (canons, mortiers…).
- Facteur d'échelle moins bon[pas clair]  que celui du gyrolaser.
- Dimension importante de la bobine requise pour la haute performance (200 mm de diamètre).

## Fabricants
- Fizoptika Co[12]
- iXblue (intégré dans Exail en 2022)[13]
- KVH Industries[14]
- Northrop Grumman Corporation[15]
- Safran[16]